# Gabriel Grün Moss
Gabriel Grün Moss (Rio de Janeiro, 25 de fevereiro de 1904 — Rio de Janeiro, 13 de julho de 1989) foi um militar brasileiro.
Descendente patrilinear de ingleses e matrilinear de húngaros, foi ministro da Aeronáutica nos governos Jânio Quadros, de 31 de janeiro a 25 de agosto de 1961, e Ranieri Mazzilli, de 25 de agosto a 8 de setembro de 1961.

## Biografia
Estudou na Escola Naval e, a partir de 1931, integrou o quadro de aviadores da Marinha. 
Combateu o Movimento Constitucionalista de 1932, participando de vários ataques às posições paulistas no vale do Rio Paraíba. Entretanto, sob suspeita de apoiar os rebeldes, ficou 20 dias detido.
Em 1941, com a criação do Ministério da Aeronáutica e da Força Aérea Brasileira (FAB), deixou a Marinha para ingressar na nova corporação. Em 1942, fez o curso de estado-maior em Fort Leavenworth, nos Estados Unidos.
Entre 1943 e 1944, foi comandante do 5º Regimento de Aviação (Curitiba). Em seguida, foi subcomandante e comandante do 4º Regimento de Aviação (Base Aérea do Galeão). Em 1948, no governo Eurico Gaspar Dutra (1946-1951), foi subchefe do Gabinete Militar da Presidência da República. Em 1950, comandou o 1º Regimento de Aviação (Base Aérea de Santa Cruz, Rio de Janeiro).  
Entre 1950 e 1952, foi adido militar da Embaixada do Brasil em Santiago (Chile). No início do governo Juscelino Kubitschek (1956-1961), chefiou o Comando de Transporte Aéreo (Comta), deixando o cargo em meados de 1957.
Nos poucos meses de Governo Jânio Quadros, o brigadeiro Grün Moss foi o Ministro da Aeronáutica. Com a renúncia de Jânio, integrou uma junta militar, da qual também faziam parte o ministro do Exército, Odílio Denys, e o ministro da Marinha, Sílvio Heck, que tentou vetar, sem êxito, a posse do vice-presidente João Goulart. Tal junta era quem de fato governava durante o primeiro período de Ranieri Mazzilli na Presidência. 
Participou, ativamente, do golpe militar, que depôs Goulart. 
Foi chefe do Estado-Maior da Aeronáutica, entre 1964 e 1965. Nesse último ano, foi empossado ministro do Superior Tribunal Militar (STM), função da qual se aposentou, em 1974. 

### Promoções
Tornou-se praça em 2 de maio de 1923; segundo-tenente em 29 de setembro de 1927; primeiro-tenente em 10 de outubro de 1929; capitão-tenente em 25 de fevereiro de 1932; capitão-de-corveta em 28 de outubro de 1939; tenente-coronel em 22 de junho de 1942; coronel em 7 de maio de 1948; brigadeiro em 3 de fevereiro de 1955; major-brigadeiro em 11 de abril de 1962.
Foi condecorado com a comenda da Ordem do Mérito Aeronáutico em 10 de dezembro de 1950.